# Municipio de Foster (condado de Big Stone)
El municipio de Foster (en inglés: Foster Township) es un municipio ubicado en el condado de Big Stone en el estado estadounidense de Minnesota. En el año 2010 tenía una población de 112 habitantes y una densidad poblacional de 1,3 personas por km².

## Geografía
El municipio de Foster se encuentra ubicado en las coordenadas 45°27′54″N 96°40′15″O / 45.46500, -96.67083. Según la Oficina del Censo de los Estados Unidos, el municipio tiene una superficie total de 86.07 km², de la cual 78,05 km² corresponden a tierra firme y (9,32 %) 8,02 km² es agua.

## Demografía
Según el censo de 2010, había 112 personas residiendo en el municipio de Foster. La densidad de población era de 1,3 hab./km². De los 112 habitantes, el municipio de Foster estaba compuesto por el 99,11 % blancos y el 0,89 % eran de una mezcla de razas. Del total de la población el 0 % eran hispanos o latinos de cualquier raza.